# Pahang
Pahang (Jawi ڤهڠ [paˈhaŋ]) ist ein Sultanat und Bundesstaat Malaysias. Die Einwohnerzahl beträgt 1.591.295 (Stand: 2020). Die Hauptstadt Pahangs ist die Großstadt Kuantan. Sitz des Sultans ist die Stadt Pekan.

## Lage und Geografie

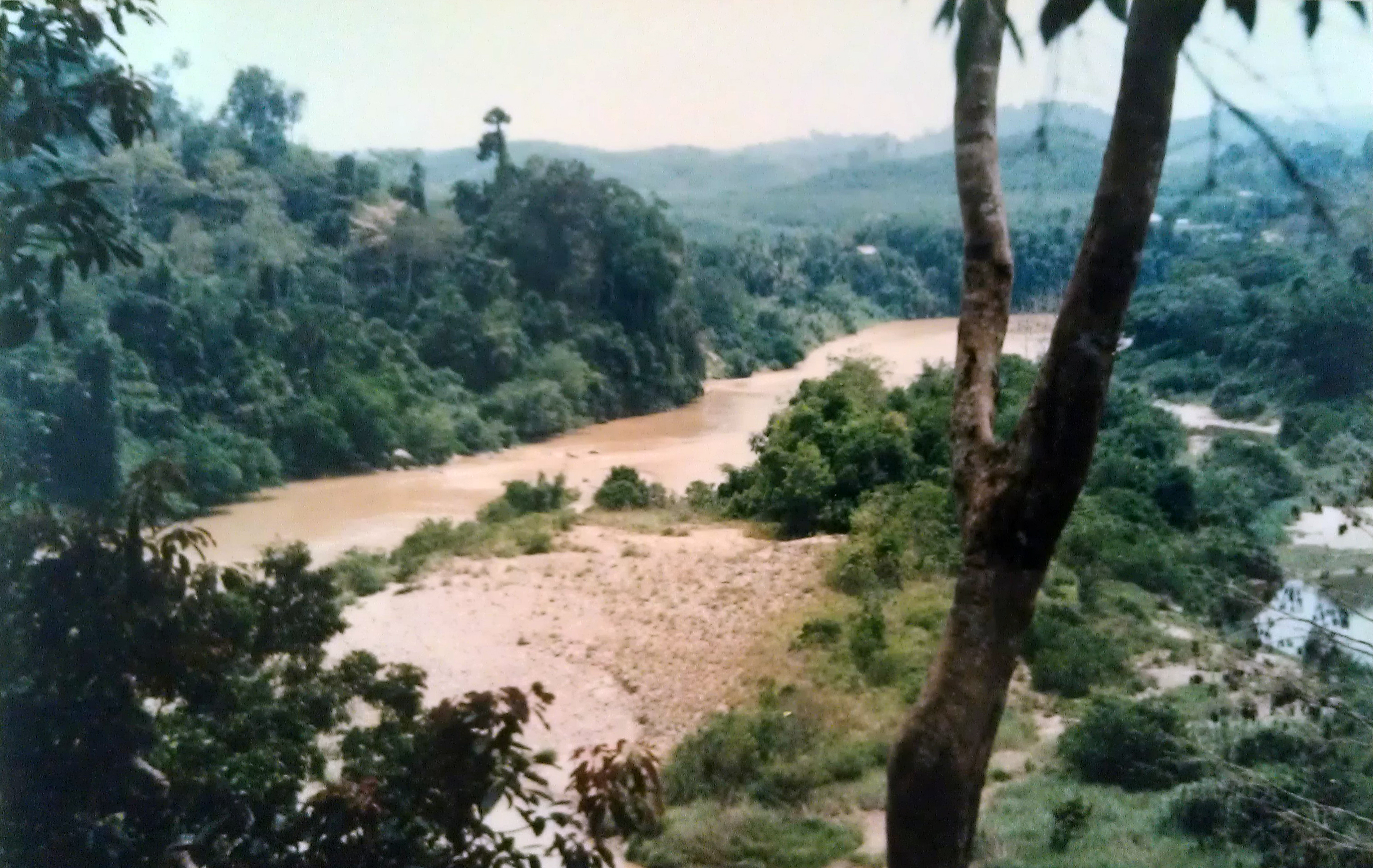
Nationalpark Taman Negara

Von den auf der Malaiischen Halbinsel gelegenen malaysischen Bundesstaaten ist Pahang der flächenmäßig größte.
Seine Ostküste liegt am Südchinesischen Meer. Im Süden grenzt er an den Bundesstaat Johor, im Südwesten an Negeri Sembilan und Selangor, im Westen an Perak, im Norden an Kelantan und im Nordosten an Terengganu.
Unter topografischen Gesichtspunkten kann Pahang in die drei Regionen Küstengebiet, Regenwald und Hochland unterteilt werden. Im Regenwald liegt der Nationalpark Taman Negara. Mit mehreren Zweitausendern sind die Cameron Highlands die höchste Erhebung der Region.

## Geschichte
Pahang kam im 17. Jahrhundert unter die Kontrolle des Sultanats Aceh. Doch schon im 18. Jahrhundert geriet es unter die Kontrolle des Sultanats Lingga. Im 18. und 19. Jahrhundert war Pahang ein vom Sultanat Linnga abhängiger Staat. Im Jahr 1887 machte sich der britische Einfluss bemerkbar. Der Statthalter von Lingga in Pahang erklärte sich zum Sultan und trennte sich von Lingga. 1888 erklärten die Briten Pahang zum Protektorat (British Malaya).
Im Jahr 1895 wurden Perak, Pahang, Selangor und Negeri Sembilan zu den Föderierten Malaienstaaten zusammengefasst, einem Verbund, der bis zum Jahr 1941 Bestand hatte.
Im Kriegsjahr 1941 begann die japanische Besatzung, die erst mit dem Ende des Zweiten Weltkriegs und dem Abzug der Japaner im Jahr 1945 endete.
Am 1. April 1946 konstituierte sich die Malaiische Union durch Zusammenschluss der malaiischen Sultanate und der britischen Kronkolonien.

## Verwaltungsgliederung
Verwaltungstechnisch ist Pahang in elf Distrikte unterteilt. Die Hauptstadt Kuantan liegt im gleichnamigen Distrikt Kuantan.
| Distrikt          | Fläche (2011) | Einwohner (2010) | Einwohner (2020) |
| ----------------- | ------------- | ---------------- | ---------------- |
| Bentong           | 1.831 km²     | 119.817          | 116.799          |
| Bera              | 2.228 km²     | 97.882           | 98.137           |
| Cameron Highlands | 712 km²       | 38.471           | 39.004           |
| Jerantut          | 7.561 km²     | 91.096           | 96.006           |
| Kuantan           | 2.960 km²     | 461.906          | 548.014          |
| Lipsis            | 5.198 km²     | 89.730           | 96.620           |
| Maran             | 1.903 km²     | 115.424          | 112.330          |
| Pekan             | 3.805 km²     | 110.633          | 121.158          |
| Raub              | 2.269 km²     | 95.506           | 96.139           |
| Rompin            | 5.247 km²     | 114.901          | 98.065           |
| Temerloh          | 2.251 km²     | 165.451          | 169.023          |
| Gesamt            | 35.965 km²    | 1.500.817        | 1.591.295        |